# Erató
Erató (latinsky Erato; z řeckého έράν (eran), „milovat“) je v řecké mytologii jedna z devíti Múz, dcera nejvyššího boha Dia a bohyně paměti Mnémosyné. Je múzou milostného básnictví a milostných písní. Je považována za objevitelku erotického básnictví a tance.

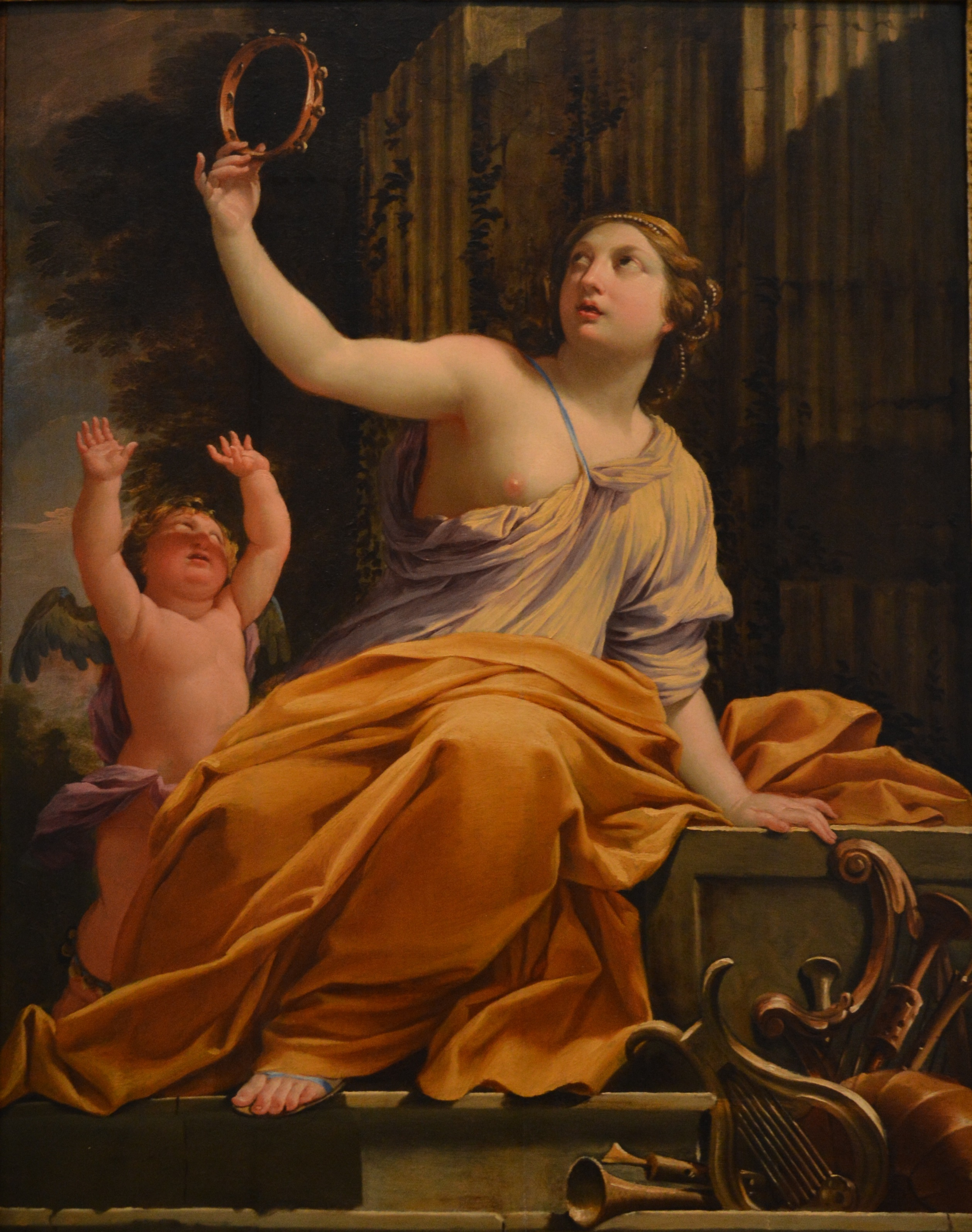
Simon Vouet: Érato

Erató bývá zobrazována jako jedna z nejkrásnějších múz, v ruce zpravidla drží lyru nebo kitharu, bývá ve volném oděvu a na hlavě mívá korunu.
Jedna z jejích nejznámějších soch – římská kopie helénistického originálu z asi 3. století př. n. l. – je ve Vatikánském muzeu.